# 552 TCN
552 TCN là một năm trong lịch La Mã.